# Читала (Салерно)
Читала је насеље у Италији у округу Салерно, региону Кампанија.
Према процени из 2011. у насељу је живело 145 становника. Насеље се налази на надморској висини од 225 м.